# Gieorgij Cukanow
Gieorgij Emmanuiłowicz Cukanow (ros. Гео́ргий Эммануи́лович Цука́нов, ur. 1919, zm. 2001 w Moskwie) – radziecki polityk.

## Życiorys
W 1941 ukończył Dnieprodzierżyński Instytut Metalurgiczny i został członkiem WKP(b), pracował w przedsiębiorstwach czarnej metalurgii w obwodzie dniepropetrowskim i czelabińskim, a 1958-1960 pracował w aparacie KC KPZR. 1960-1963 pracownik aparatu Prezydium Rady Najwyższej ZSRR, 1963-1964 pomocnik sekretarza KC KPZR, 1964-1983 pomocnik I sekretarza/sekretarza generalnego KC KPZR Leonida Breżniewa, 1983-1985 I zastępca kierownika wydziału KC KPZR, następnie na emeryturze. 1966-1971 członek Centralnej Komisji Rewizyjnej KPZR, 1971-1986 członek KC KPZR. Deputowany do Rady Najwyższej ZSRR od 7 do 11 kadencji. Pochowany na Cmentarzu Nowodziewiczym.